# 美洲鶴
美洲鶴（学名：Grus americana）是鶴科鶴屬的鶴類，為北美洲最高大的鳥類，因其叫聲高亢，故又被稱為高鳴鶴、亢唳鶴（Whooping crane / Whooper）。是分布於北美洲的兩種鶴（沙丘鶴與美洲鶴）之一。野外個體的平均壽命為 22 至 24 年。

## 特徵
美洲鶴成鳥是白色的，有紅色的冠，尖長及深色的喙。雛鳥是淡褐色的。牠們飛行時會將頸伸直，也可見到牠們黑色的翼端。美洲鶴站立是高達 1.5 米，翼展 2 至 2.3 米。雄鳥平均重約 7 公斤，雌鳥重約 6 公斤。

## 棲息地
美洲鶴棲息在針葉林的沼澤，大多位於加拿大艾伯塔省的森林野牛国家公园之內。隨著保育計劃的進行，也有美洲鶴在美國威斯康辛州中部的尼西達國家野生動物保護區、路易斯安那州，以及佛罗里达州生活。
美洲鶴一般會在沼澤的高地上築巢。雌鳥會於四月末至五月中旬生蛋，每次約生一到三顆蛋。蛋呈橄欖色，有斑點，寬 6 厘米，長 10 厘米，重 190 克。孵化期 29 至 35 日。雄鳥及雌鳥皆會餵哺雛鳥，但雌鳥較常照顧雛鳥；一季內很少會有多於一隻雛鳥生存。親鳥會照顧雛鳥六到八個月，約一歲大就會離巢。
美洲鶴會沿德克薩斯州墨西哥灣海岸，近馬塔戈達島的阿蘭薩斯國家野生動物保護區及拉瑪半島（Lamar Peninsula）等地過冬。每年都有超過75%的美洲鶴會穿過奧克拉荷馬。

## 掠食者
美洲黑熊、貂熊、灰狼、赤狐、野貓、白頭海鵰及渡鴉都會掠食美洲鶴的蛋及雛鳥。美洲鶴成鳥只有很少天敵，連鷹科猛禽也很難將牠們獵殺。短尾猞猁可能是唯一會伺機偷襲美洲鶴成鳥的動物。

## 食性
美洲鶴會在淺水上及田間一邊行走一邊覓食，有時會以喙來啄食。牠們是雜食性的，比其他鶴更喜歡吃動物。於美國德克薩斯州的過冬地點，牠們吃多種甲殼類、軟體動物、魚類、草莓、蛇及水生植物。雛鳥於夏天會吃青蛙、老鼠、田鼠、細小的鳥類、魚類、蜥蜴、蜻蜓、豆娘、其他水生昆蟲、淡水龍蝦、蛤蜊、蝸牛、水生塊莖、草莓、草蜢及蟋蟀。遷徙中的美洲鶴也會吃小麥及大麥等農作物。

## 保育狀況

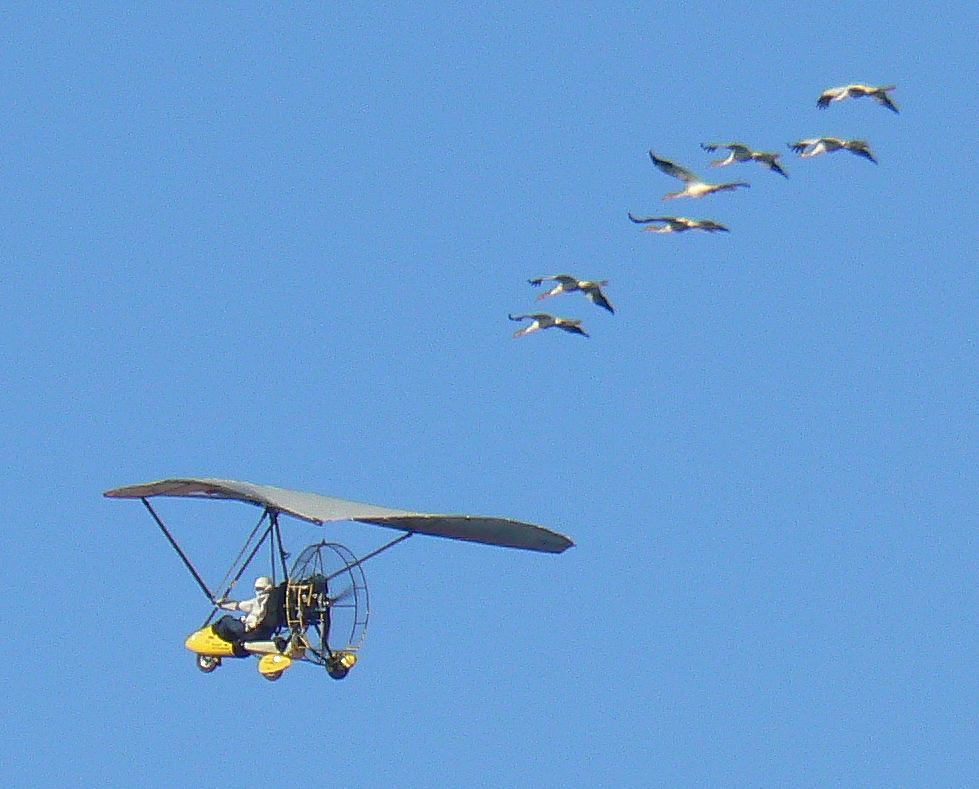
完成第一次遷徙的美洲鶴雛鳥。

美洲鶴是瀕危物種，衰落的主因是失去棲息地及捕獵。牠們的分佈地曾一度橫跨整個北美洲中西部，估計有近萬隻。於1941年，美洲鶴的野外群落僅剩21隻，遷徙型族群更僅剩16隻。後因保育計劃的推行，數量有所回升。到了2007年，野外就有340隻美洲鶴，飼養的就有145隻。不過，牠們依然是北美洲最稀有的鳥類之一。美國魚類及野生動物管理局於2007年確定有266隻美洲鶴在阿蘭薩斯國家野生動物保護區過冬。截至2024年，北美已有約800隻。至今仍有多項美洲鶴的保育計劃，以幫助牠們的數量回升。

## 外部連結
- BirdLife Species Factsheet （页面存档备份，存于）
- ARKive
- International Crane Foundation
- Patuxent Wildlife Research Center
- Whooping Crane Eastern Partnership （页面存档备份，存于）
- Operation Migration （页面存档备份，存于）
- Environment Canada
- Crane World
- The Nature Conservancy
- World Wildlife Fund